# DB (azienda)
La DB, nota anche come Deutsch & Bonnet o Deutsch-Bonnet, era una casa automobilistica francese attiva tra il 1938 ed il 1961.

## Storia

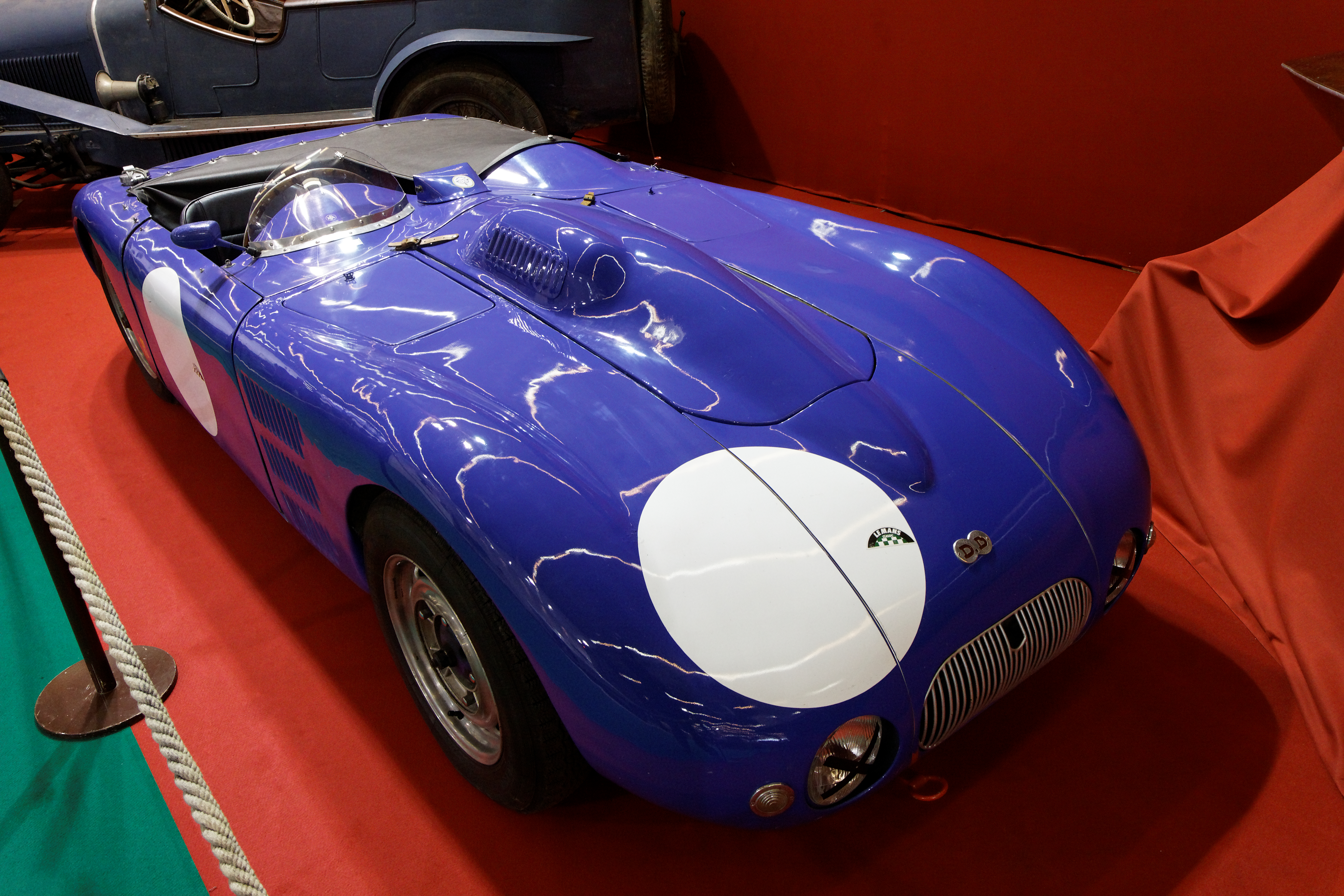
La DB 5 Citroën 2000 Sport del 1945

La Casa fu fondata nel 1938 dai francesi Charles Deutsch e René Bonnet, quest'ultimo fu anche un ex-pilota. Le iniziali dei loro cognomi diedero il nome all'azienda.
Inizialmente, realizzarono una vettura da corsa con meccanica di origine Citroën, ma l'attività della Casa non decollò immediatamente a causa dello scoppio della seconda guerra mondiale: alla fine del conflitto si riprese a lavorare alla produzione di vetture. L'idea dei due fondatori era quella di produrre vetture sportiveggianti di fascia media e medio-bassa.
Nel 1949 fu presentata una nuova vettura da competizione con meccanica Citroën: i due titolari della DB contavano di produrne circa venti esemplari, ma l'accordo con la Citroën non andò a buon fine, perciò la DB si rivolse alla Panhard che accolse la proposta per la produzione di piccole vetture sportive.

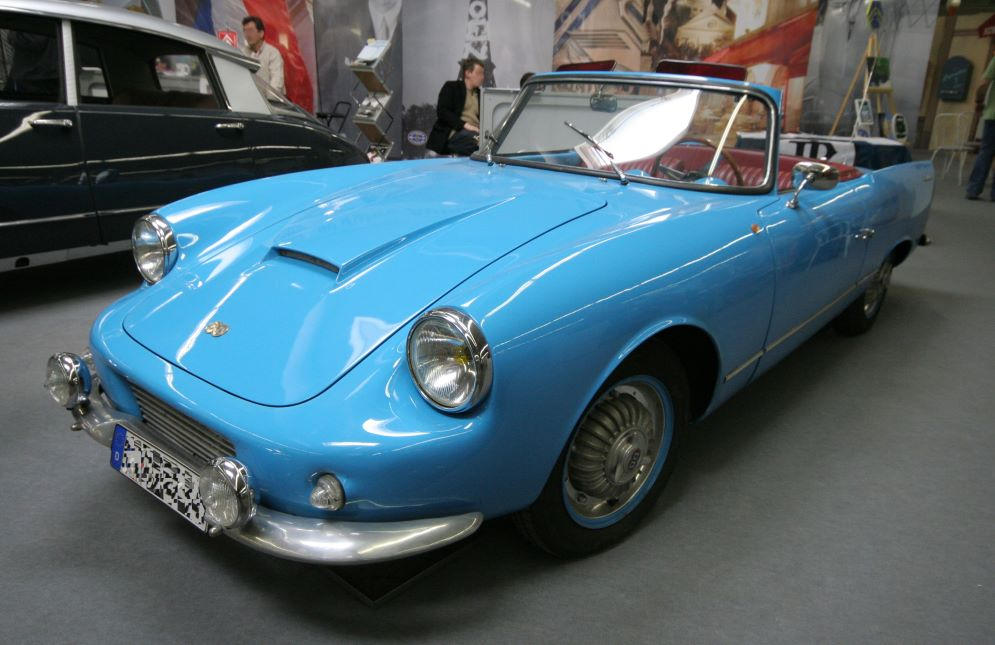
Una Panhard DB Le Mans

Fu così che nel 1950 fu lanciata la prima vettura marchiata DB, una piccola cabriolet prodotta per poco tempo e con meccanica proveniente dalla Panhard Dyna X. Nel 1954 fu la volta del secondo modello, una piccola coupé con motore della Dyna Z.
La novità stava nell'impiego della vetroresina per la carrozzeria delle vetture.
In quel periodo la DB cominciò anche a cimentarsi nelle gare, ottenendo spesso dei grandi successi: la competitività della meccanica Panhard era fuori da ogni dubbio, inoltre, Charles Deutsch introdusse alcune soluzioni aerodinamiche per le DB da gara. Ciò permise a queste vetture di imporsi anche in manifestazioni agonistiche di rilievo, come la 24 Ore di Le Mans.
Una delle vetture più note della DB, sia nel panorama delle competizioni che in quello della produzione di serie fu la 750, che montava anch'essa la meccanica della Dyna Z.

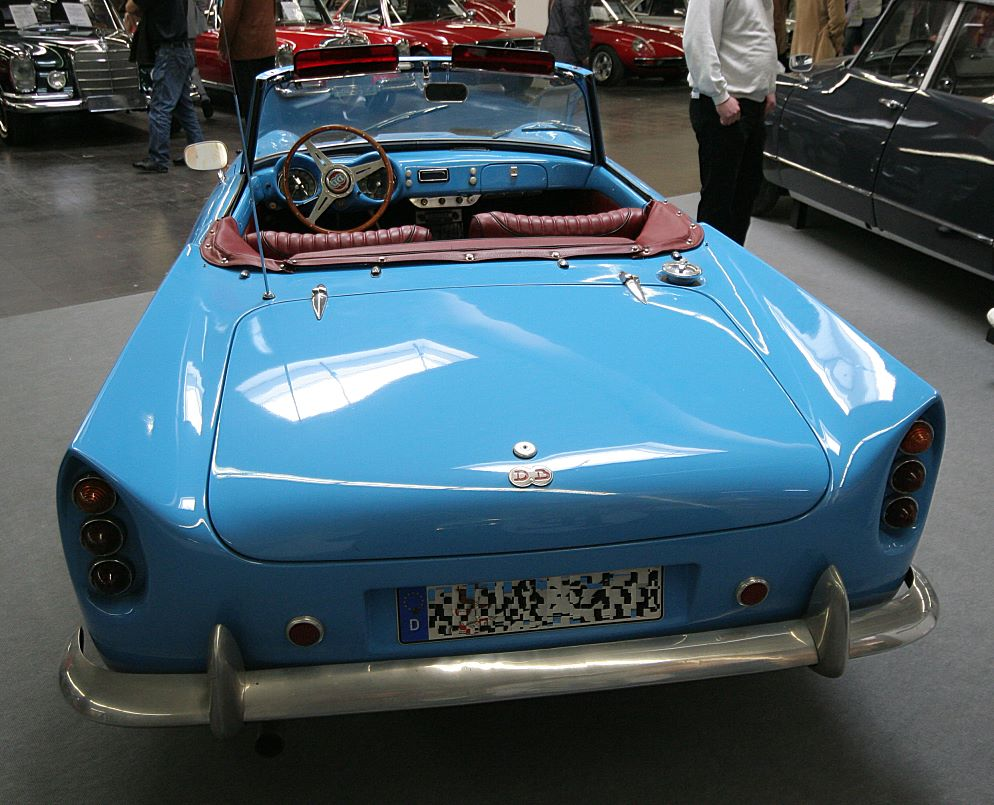
Vista posteriore della DB Le Mans

In ogni caso, essendo la DB una marca più dedita alle competizioni che non alla produzione di serie, la sua notorietà rimase in gran parte confinata entro l'ambito delle corse.
Nel 1961 fu lanciata una nuova cabriolet, ma fu in quell'anno che cominciarono i problemi: René Bonnet si accordò con la Renault per la produzione di una vettura a motore centrale e a trazione posteriore: quando Charles Deutsch lo venne a sapere la prese molto male e, ritenendo di essere stato raggirato sciolse la società della DB che si spezzò in due: da una parte Deutsch fondò la CD, una piccola azienda di vetture sportive che ebbe vita breve; dall'altra Renè Bonnet fondò la René Bonnet Automobiles, a capo della quale produsse una vettura, la Djet, e poi abbandonò il progetto nelle mani della Matra.

## Vetture DB
Stradali:
- DB HBR Cabriolet Antem
- SB HBR 5
- DB Le Mans Cabriolet
- DB 750 (sia stradale che da competizione)

Da gara:
- DB Barchetta 24 Ore Le Mans
- DB Racer 500
- DB HBR 4
- DB F1
- DB D13